# Giuseppe Tacca
Giuseppe Tacca (Cavaglio d'Agogna, Itàlia, 12 d'agost de 1917 - Villepinte, França, 18 d'octubre de 1984) va ser un ciclista italià de naixement, però que el 2 de juliol de 1948 es nacionalitzà francès, amb el nom de Pierre Joseph Tacca.
Entre el 1939 i el 1952 fou un ciclista professional. En el seu palmarès destaca, per damunt de tot, una victòria d'etapa al Tour de França de 1947.

## Palmarès
- 1945
  - 1r del Gran Premi del Desembarcament Sud
  - 1r del Circuit dels vins de Borgonya
- 1946
  - 1r del Tour de Corrèze
  - 1r del Circuit del Maine lliure
- 1947
  - 1r del Trofeu Internacional del Sud-oest
  - Vencedor d'una etapa al Tour de França
- 1948
  - 1r de la París-Nantes
- 1949
  - Vencedor d'una etapa de la Volta al Marroc
  - 1r a Saint-Meen-le-Grand
- 1950
  - 1r al Circuit de Morbihan

### Resultats al Tour de França
- 1947. 14è de la classificació general i vencedor d'una etapa
- 1948. Abandona (14a etapa)
- 1949. 20è de la classificació general
- 1950. Abandona (9a etapa)

Les dues primeres participacions les va fer sota la bandera italiana, mentre que les dues darreres fou sota el color de la bandera francesa.